# Panhard et Levassor DS

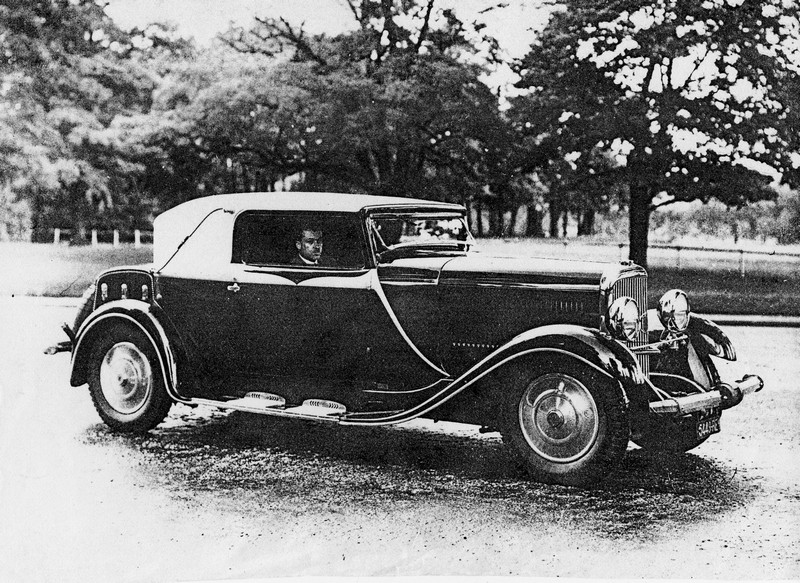
Panhard & Levassor DS med kaross från Carrosserie Pourtout, omkring 1930

Panhard et Levassor DS var en fransk lyxbil, mest såld som en fyradörrars sedan. Bokstaven "S" stod för "surbaissé", vilken indikerade att chassit var nedsänkt mellan hjulaxlarna.
Panhard et Levassor DS tillverkades av Panhard et Levassor 1929–1938. Den var företagets största bilmodell och lanserad parallellt med Panhard et Levassor CS. Den hade en rak åttacylindrig slidmotor på 5,1 liter (8DS), alternativt en rak sexcylindrig slidmotor på 4,1 eller 4,8 liter (6DS). DS tillverkades fram till 1938 i ett antal av knappt 1 200, jämfört med ungefär 6 000 för CS.
DS ersattes 1937 av Panhard & Levassor Dynamic 1609.
Panhardstag uppfanns av Panhard et Levassor och installerades 1930 på Panhard 6DS som första bilmodell.

## Bildgalleri

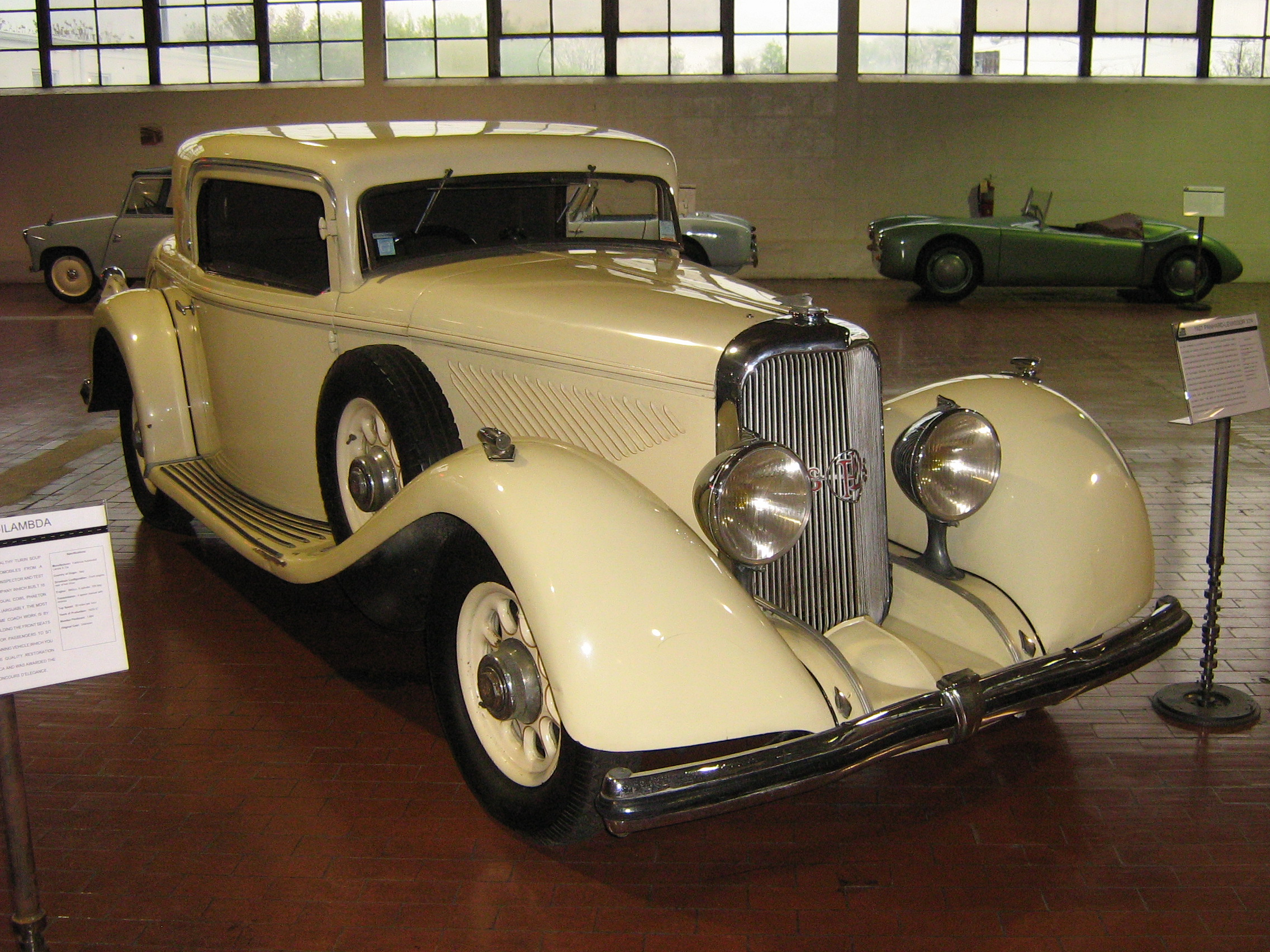
Panhard et Levassor 6DS X71
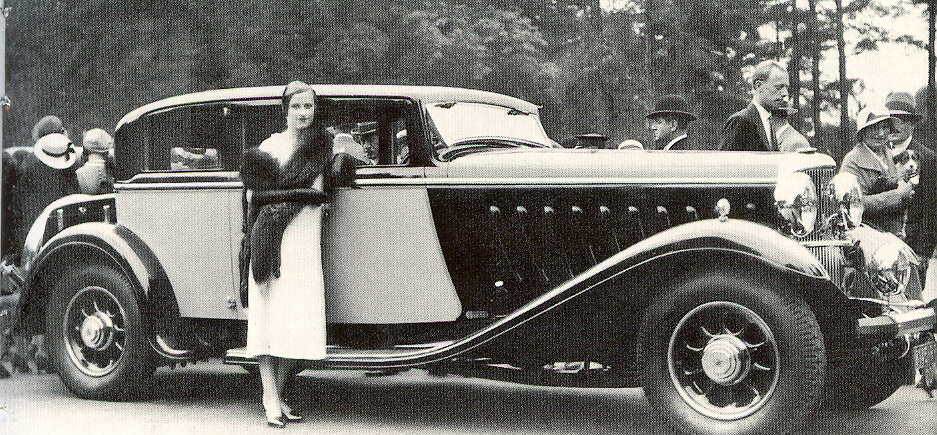
Panhard & Levassor 8DS X67, tillhörande kejsaren av Nguyễndynastin, 1931
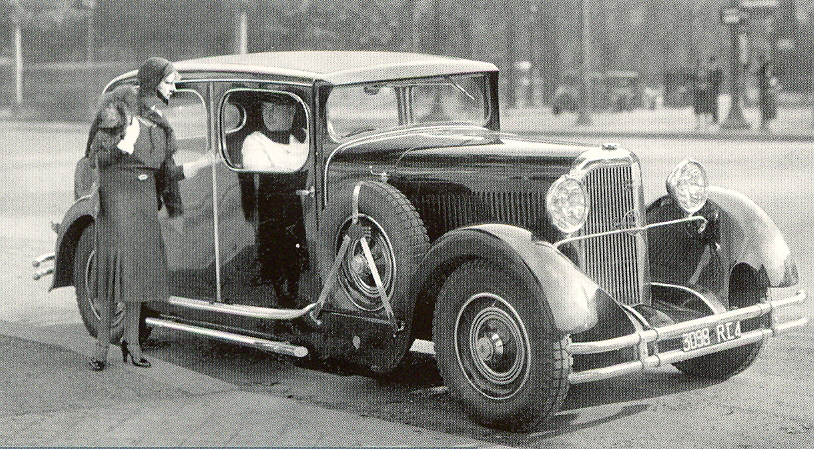
Panhard et Levassor 6DS Sedan X66 med kaross av Million-Guiet, 1930
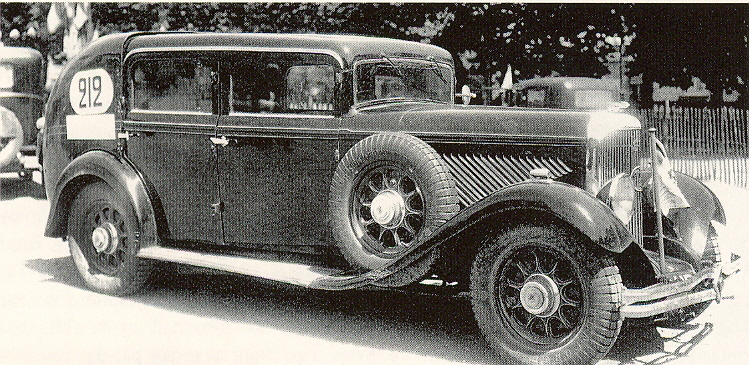
Prototyp till en gengasdriven Panhard & Levassor DS X75, 1934